# Саксгорн
Са́ксгорн (англ., фр. Saxhorn) — мідний духовий музичний інструмент, який застосовується в духових оркестрах. Саксгорн був створений і запатентований винахідником музичних інструментів, зокрема й саксофона, Адольфом Саксом 1845 року. Звук цього інструмента насичений і добре компонується з іншими мідними духовими інструментами.

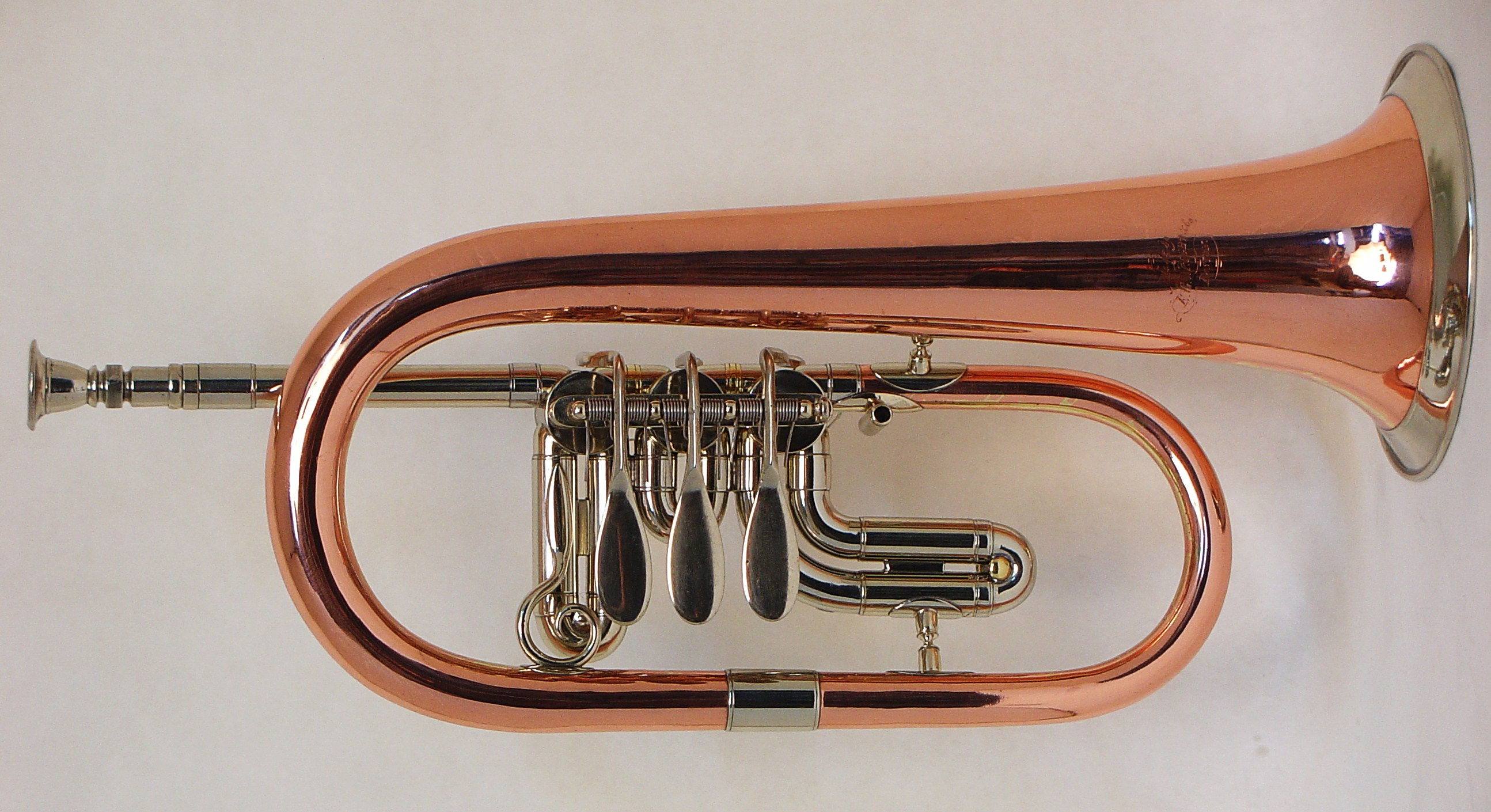
Саксгорн

Саксгорн належить до сім'ї мідних інструментів, до яких входять також валторна, труба, корнет, флюгельгорн, тромбон, туба тощо. Саксгорн заснований на системі з трьома клапанами, як і більшість мідних інструментів. Популяризували цей інструмент сім'я британських музикантів — Квінтет Distin, які дали багато виступів у Європі із саксгорнами.
Серед сучасних праць, які представляють саме цей інструмент, «Tubissimo» Дезіре Дондена для басової туби, саксгорна й фортепіано, і Et exspecto resurrectionem mortuorum Олів'є Мессіана.